# Selecționata de fotbal a Andaluziei
Selecționata de fotbal a Andaluziei este echipa regională a Andaluzia, Spania. Nu este afiliată la FIFA și UEFA, deoarece este reprezentată internațional de Echipa națională de fotbal a Spaniei. Joacă doar meciuri amicale.

## Meciuri internaționale
| Data        | Stadion                 | Echipa        | Adversar     | Scor   |
| ----------- | ----------------------- | ------------- | ------------ | ------ |
| 27 dec 2008 | La Victoria             | Andalucia     | Kenya        | Anulat |
| 27 dec 2007 | Chapín                  | Andalucia     | Zambia       | 4-1    |
| 27 dec 2006 | La Cartuja              | Andalucia     | Echipa păcii | 3-1    |
| 28 dec 2005 | Ramón de Carranza       | Andalucia     | China        | 4-1    |
| 1 iun 2005  | Ramón Sánchez Pizjuán   | Andalucia     | Sevilla FC   | 4-2    |
| Dec 2004    | Ramón Sánchez Pizjuán   | Andalucia     | Malta        | 0-0    |
| Dec 2003    | Estadio Nuevo Colombino | Andalucia     | Letonia      | 1-0    |
| Dec 2002    | Malaga                  | Andalucia     | Chile        | 3-2    |
| 27 dec 2001 | La Cortuja              | Andalucia     | Tunisia      | 3-3    |
| 17 mai 2001 | Vélez Málaga            | Andalucia 'B' | Irak         | 3-1    |
| 22 dec 2000 | Cordoba                 | Andalucia     | Maroc        | 2-0    |
| Dec 1999    | Granada                 | Andalucia     | Estonia      | 1-0    |
| Mai 31 1990 | Cadiz                   | Andalucia     | Iugoslavia   | 0-0    |
| Mai 5 1990  | Sevilla                 | Andalucia     | Uruguay      | 1-1    |
| 1965        | Sevilla                 | Andalucia     | Paraguay     | 5-1    |
| Ian 1 1936  |                         | Andalucia     | Catalonia    | 5-1    |
| Sep 24 1935 |                         | Andalucia     | Catalonia    | 0-2    |
| Ian 14 1923 |                         | Andalucia     | Galicia      | 1-4    |

## Jucători faimoși
- Antoñito
- Fernando Hierro
- Antonio Puerta
- Diego Capel
- Diego Tristan
- Juanito
- Joaquín Sánchez
- José Antonio Reyes
- Sergio Ramos
- José Manuel Pinto

## Antrenori
- Adolfo Aldana
- Jerónimo Barranca
- Joaquín Caparrós
- Pepe Enríquez Díaz
- Manolo Ruiz Sosa